# Du ska' bli min!
Du ska' bli min! (engelska: Easy to Wed) är en amerikansk musikalisk komedifilm från 1946 i regi av Edward Buzzell. 
Filmens manus är en bearbetning av manuset till filmen Situationens herre från 1936. I huvudrollerna ses Van Johnson, Esther Williams, Lucille Ball och Keenan Wynn. Det här är den tredje av sammanlagt fem filmer där Williams och Johnson spelade mot varandra, under en period på åtta år, de övriga filmerna är Hjältar dö aldrig (1943), Badflickan (1945), Ur vattnet i elden (1950) och Fest i Florida (1953).

## Rollista i urval
- Van Johnson – Bill Chandler
- Esther Williams – Connie Allenbury
- Lucille Ball – Gladys Benton
- Keenan Wynn – Warren Haggerty
- Cecil Kellaway – J.B. Allenbury
- Ben Blue – Spike Dolan
- Paul Harvey – Curtis Farwood
- Jonathan Hale – Hector Boswell
- James Flavin – Joe
- Celia Travers – Mary, Farwoods sekreterare
- June Lockhart – Barbara "Babs" Norvell
- Grant Mitchell – Homer Henshaw
- Josephine Whittell – Mrs. Burns Norvell
- Ethel Smith – sig själv, vid orgeln